# Grande-Rivière (Québec)
Pour les articles homonymes, voir Grande Rivière.
Grande-Rivière est une ville du Québec, située dans la MRC du Rocher-Percé, en Gaspésie–Îles-de-la-Madeleine, au Québec, au Canada.
Grande-Rivière est surtout une ville de services.

## Toponymie
Elle a été nommée en référence à la Grande Rivière qui à l'époque parcourait la seigneurie de la Grande-Rivière sur 40 kilomètres,.

## Histoire

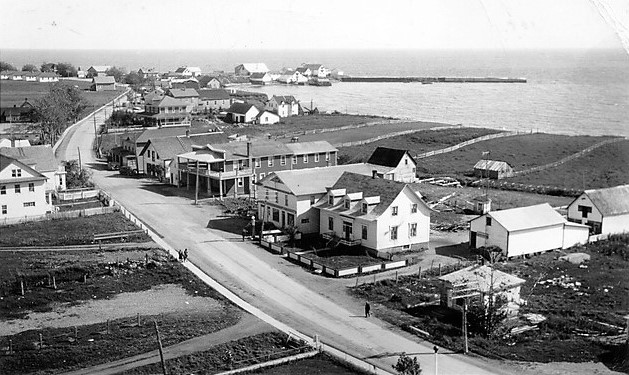
Village de Grande-Rivière en 1943

La municipalité de Grande-Rivière a été créée en 1845, abolie en 1847 et rétablie en 1855. Le village de Grande-Rivière s'en est détaché en 1931. Les deux ont fusionné en 1967. Grande-Rivière-Ouest, érigée en 1932, et Petit-Pabos, érigée en 1955, ont fusionné avec Grande-Rivière en 1974.

### L'incident Kovalev
En août 2007, le célèbre hockeyeur russe Alex Kovalev effectuait un passage à Grande-Rivière. Le maire de l'époque, Romuald Boutin, n'a pas manqué l'occasion de le rencontrer, lorsque Kovaliov qui apercevait la Harley Davidson du maire lors de sa visite, a fait un essai routier et qui a causé un banal accident. La moto de Boutin est sévèrement endommagée, mais le joueur a payé les réparations et fait repeindre la monture aux couleurs du Canadien, l'équipe pour laquelle il a évolué au cours de sa carrière.

### L'ouragan Noel
Le 2 novembre et le 3 novembre 2007, Grande-Rivière a été durement touchée par les restes extratropicaux de l'ouragan Noel. Des centaines de personnes ont vu leurs maisons être inondées. On ne rapporte aucun mort ni blessé mais plusieurs dommages. Noel est une des dépressions extratropicales provenant d'un ouragan qui a fait le plus de dommages au Québec et dans les Maritimes.

### Le150ede Grande-Rivière
La ville de Grande-Rivière a célébré son 150e anniversaire en juillet 2011. Le 15 juillet 2011, l'humoriste Normand Brathwaite et sa fille, Élisabeth Blouin-Bratwaite, ont amorcé les festivités jusqu'au 24 juillet 2011.

## Géographie
La ville est située à 32 km au sud-ouest de Percé et à 16 km au nord-est de Chandler, près de la baie des Chaleurs. Elle est traversée par la route 132.

## Démographie
| 1991  | 1996  | 2001  | 2006  | 2011  | 2016  | 2021  |
| ----- | ----- | ----- | ----- | ----- | ----- | ----- |
| 3 979 | 3 888 | 3 556 | 3 409 | 3 456 | 3 408 | 3 384 |

Le recensement de 2016 y dénombre 3 408 habitants, soit 1,4 % de moins que celui de 2011.

## Héraldique
| L'écu se blasonne ainsi : Coupé, au premier d'azur à 3 poissons d'or, nageant et ordonnés 2-1, au second de gueules au sapin de sinople, à la fasce ondée d'or brochant sur la partition, l'écu surmonté d'une feuille d’érable de sinople. |

## Administration
Les élections municipales se font en bloc et suivant un découpage de six districts.
| Grande-Rivière Maires depuis 2005                                                                                    |                 |         |          |
| Élection | Maire           | Qualité | Résultat |
| 2005 | Romuald Boutin  |         | Voir     |
| 2009 | Bernard Stevens |         | Voir     |
| 2013 | Bernard Stevens | Voir    |          |
| 2017 | Gino Cyr        |         | Voir     |
| 2021 | Gino Cyr        | Voir    |          |
| Élection partielle en italique Depuis 2005, les élections sont simultanées dans toutes les municipalités québécoises |                 |         |          |

## Éducation
Grande-Rivière compte sur son territoire des institutions d'éducation primaire (école Bon-Pasteur) et secondaire (écoles Notre-Dame et du Littoral), de même qu'une institution post-secondaire rattachée au cégep de la Gaspésie et des Îles (École des pêches et de l'aquaculture du Québec)

## Monuments religieux

### Église patrimoniale

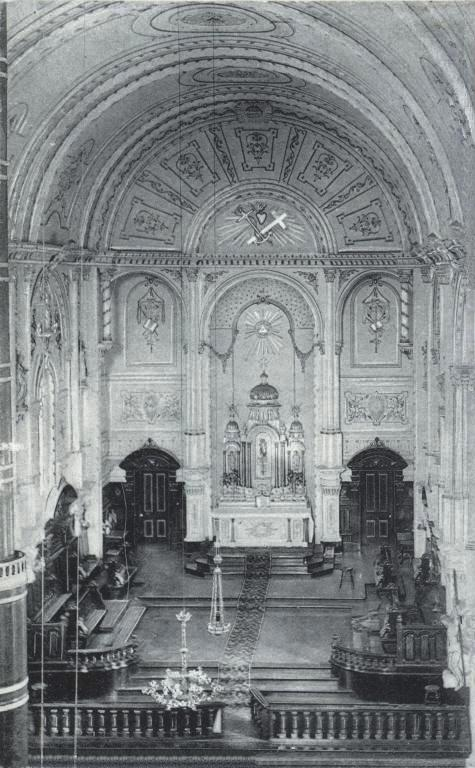
Intérieure de l'église de l'Assomption-de-Notre-Dame en 1910

L'église de l'Assomption-de-Notre-Dame est construite en 1893 et agrandie en 1915. Ayant l'aspect d'une cathédrale, elle peut accueillir 1 000 fidèles au niveau inférieur et 500 dans les tribunes. Tout l'intérieur de l'église est en bois, incluant la voûte et les murs. L'édifice religieux possède un orgue Casavant de 1954. À l'extérieur, toutes les portes du bâtiment sont en bronze.

### Croix monumentale
Derrière l'école secondaire, on trouve une croix monumentale érigée au sommet d'une colline de plus de vingt mètres de haut, ayant autrefois servi de lieu de pèlerinage.

### Calvaire
Dans le secteur Grande-Rivière Ouest, on trouve un calvaire représentant le christ crucifié.

## Industrie
L'industrie de Grande-Rivière repose sur la pêche et la transformation des produits de la mer. Depuis le début du vingtième siècle, Grande-Rivière est réputée comme capitale de la pêche à la morue et aussi l'un des plus importants importateurs de morues au Canada, elle fait également le séchage de morues sur des vigneaux qui sont parmi les plus anciens toujours en opération au Québec.

## Sports

### Complexe Sportif Desjardins
Le Complexe sportif Desjardins, un aréna, accueille plusieurs équipes de hockey mineurs de différents calibres de novice à midget. Construit en 1975, l’édifice d’une capacité maximale de 1000 places accueille des tournois annuels de hockey novice et bamtam-midget. Il a subi d’importants travaux de modernisation en 2017.

### Centre d'athlétisme
Le Centre d'athlétisme est une piste de course athlétique de 500 mètres, incluant une piste de 100 mètres en ligne droite. Il est situé à côté de l'aréna.

### Pumptrack
Situé entre les écoles (primaire et secondaire), une piste de pumptrack (pour vélo aux pneus volumineux) est amménagée en 2020.

### Équipements sportifs de l'école secondaire du Littoral
L'école secondaire du Littoral offre accès à la population à ses installations : gymnase, tennis, volleyball, soccer, badminton.

## Loisirs et attractions
La municipalité connaît une importante fréquentation touristique grâce à ses campings, belvédères et installations récréatives.
Parmi les lieux de divertissement, à l'est de la ville, il y a un parc d'amusement où il y a un circuit de kart, une piste de dirt buggy, des glissades d'eau, un paint ball, un mini-golf, un terrain de hockey balle et un camping. Dans la partie ouest, à proximité du banc de Pabos, il y a un ciné-parc, il est actuellement le seul ciné-parc qui se trouve dans l'est du Québec.
La pêche est aussi un des loisirs principaux de la ville. Les pêcheurs viennent de partout en Amérique du Nord pour pêcher le saumon dans la Grande-Rivière.

## Transport

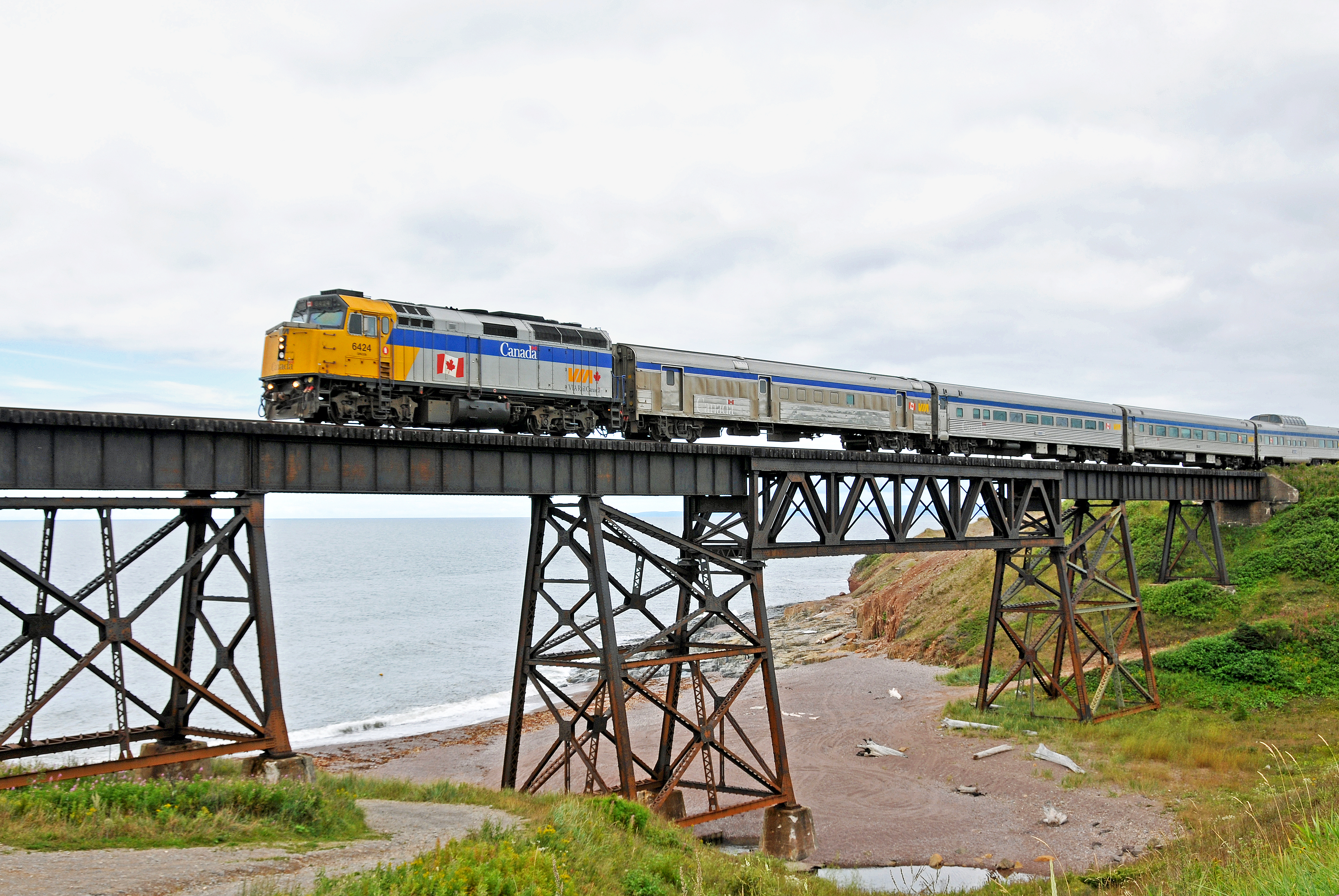
Le Train Montréal-Gaspé (anciennement Le Chaleur) sur un pont de la rivière de la Brèche à Manon en 2010

Grande-Rivière possède une gare ferroviaire historique sur la rue du parc, donnant une vue spectaculaire de la ville. La gare ferroviaire a été démolie en 2023
L'aéroport du Rocher-Percé se trouve dans le secteur du Petit-Pabos.
La station-service Shell de Grande-Rivière sert de gare pour les autocars qui parcourent les routes du Québec.

## Quartiers
Grande-Rivière possède neuf quartiers dans son territoire.
- Petit-Pabos
- Les Quarante (Rang 40)
- Les Vingt-huit (Rang 28)
- Les Quatorze (Rang 14)
- Petite-Rivière-Ouest
- Grande-Rivière-Ouest
- L'Anse-aux-Loups (Centre-ville)
- la Petite-France
- la Brèche-à-Manon (ou Petite-Rivière-Est)

## Galerie

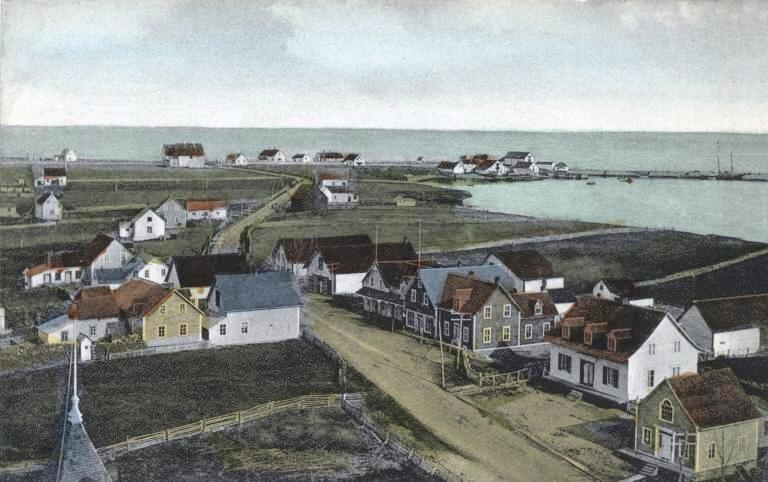
Grande-Rivière vue de l'est vers 1910
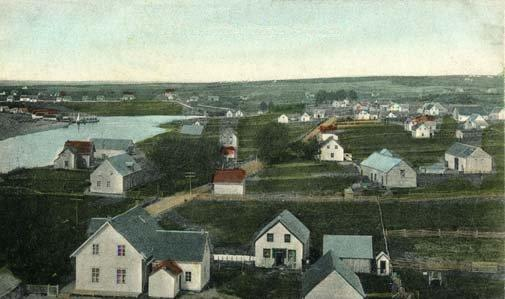
>Vue de l'ouest
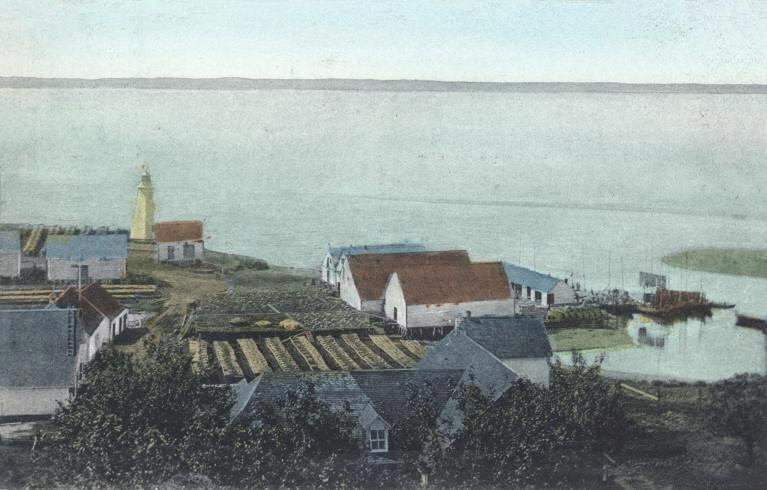
Un des établissements de pêche en 1910
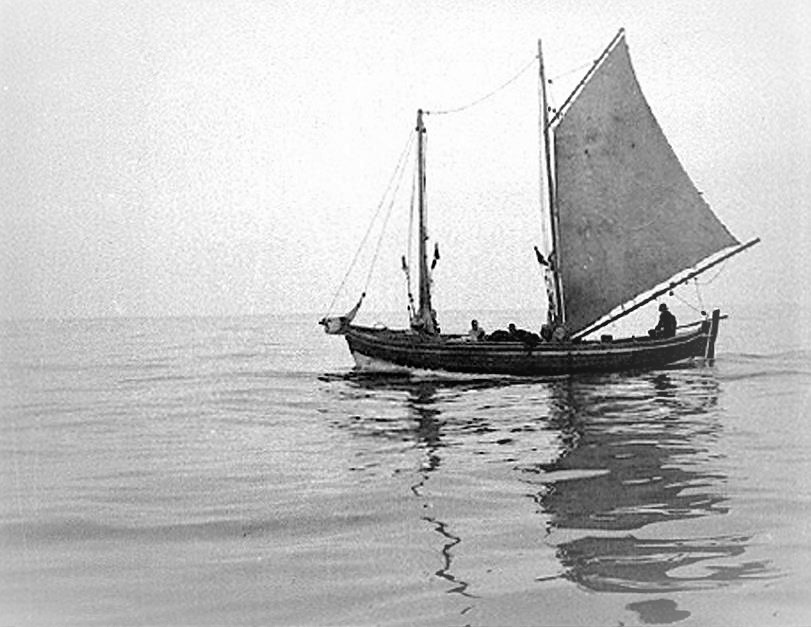
Une barque de pêche à Grande-Rivière en 1942